# Iglesia de San Pedro (Akureyri)
La Iglesia de San Pedro (en islandés: Kirkja St. Pétur) es el nombre que recibe un edificio religioso de la Iglesia Católica que está ubicado en Eyrarlandsvegi 26, en la localidad de Akureyri, Norduland Eystra (región Noreste) en Islandia al norte de Europa.
El templo sigue el rito romano o latino y depende de la diócesis católica de Reikiavík, con sede en la capital del país. La iglesia destaca por sus colores rojo y blanco. No debe confundirse con otra iglesia también dedicada a San Pedro en la misma región pero ubicada en Hrafnagilsstræti 2.